# Pasaccardoa
Pasaccardoa là một chi thực vật có hoa trong họ Cúc (Asteraceae).

## Loài
Chi Pasaccardoa gồm các loài: